# Spodnje Poljčane
Spodnje Poljčane este o localitate din comuna Poljčane, Slovenia, cu o populație de 577 de locuitori.